# スカイオーシャン・アセットマネジメント
スカイオーシャン・アセットマネジメント株式会社（英文社名：Sky Ocean Asset Management Co., Ltd.）は、神奈川県横浜市西区みなとみらいの横浜銀行本店ビル内に本社を置く、投資運用業を主な事業とする投資運用会社。横浜銀行グループと三井住友トラスト・グループの合弁で設立された。

## 概要
2014年10月29日に、横浜銀行と三井住友信託銀行が業務提携契約を締結し、同年11月25日に両社の合弁にて設立された。
出資比率は、66%が横浜銀行、34%が三井住友信託銀行である。代表取締役社長には浜銀TT証券の前社長である池田鉄伸が就任し、代表取締役副社長には三井住友信託銀行の前執行役員である神戸敏之が就任している。
2015年4月16日より業務を開始。数年間で1000億円の資産運用残高を目指す方針を掲げており、同年5月11日より横浜銀行の各店舗にて投資信託の販売を開始した。
京都銀行、群馬銀行、東京きらぼしフィナンシャルグループも株主となっている。

## 沿革
- 2014年
  - 10月29日 - 横浜銀行・三井住友信託銀行間で業務提携契約締結。
  - 11月25日 - スカイオーシャン・アセットマネジメント株式会社設立。
- 2015年
  - 4月16日 - 業務開始。
  - 5月11日 - 第1号投資信託販売開始。
- 2016年
  - 7月14日 - 京都銀行・群馬銀行が資本参加[4]。
  - 9月16日 - 東京TYフィナンシャルグループが資本参加[5]。